# 赫恩多夫
赫恩多夫是德国石勒苏益格－荷尔斯泰因州的一个市镇。总面积5.63平方公里，总人口399人，其中男性195人，女性204人（2011年12月31日），人口密度71人/平方公里。